# 옵스

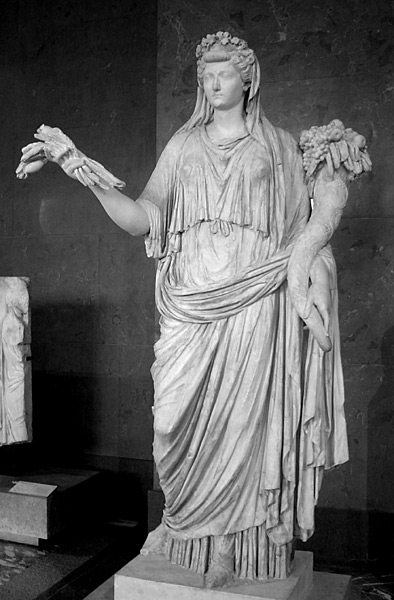

옵스(Ops)는 로마 신화의 신이다. 그리스 신화의 레아와 동일시된다.